# 博多総合車両所

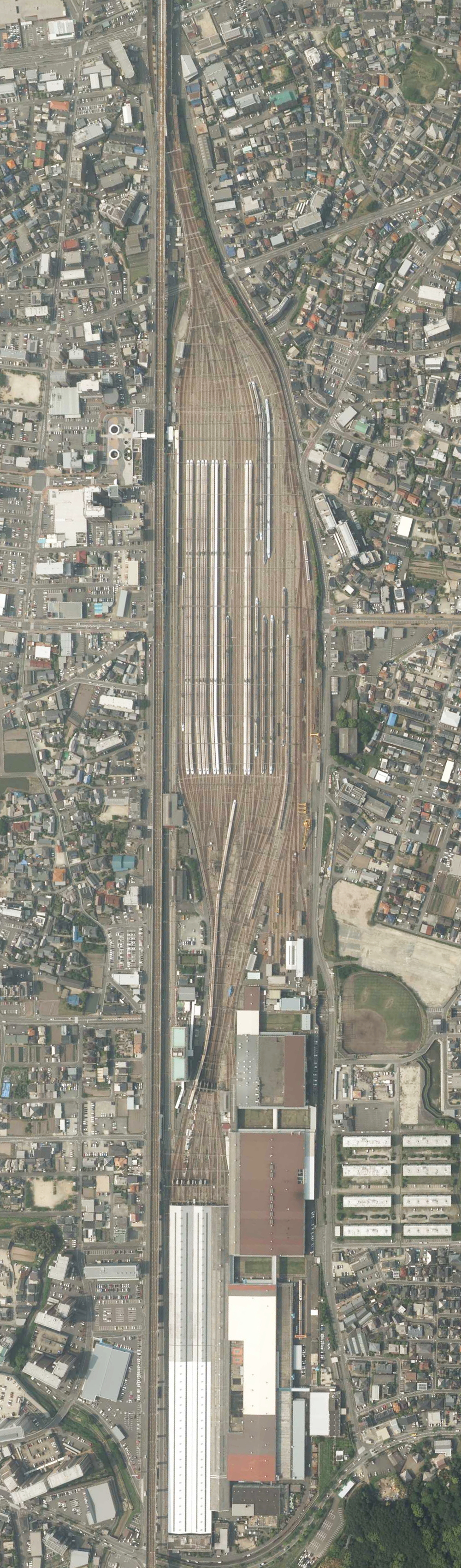
博多総合車両所周辺の空中写真（2018年4月撮影の写真）

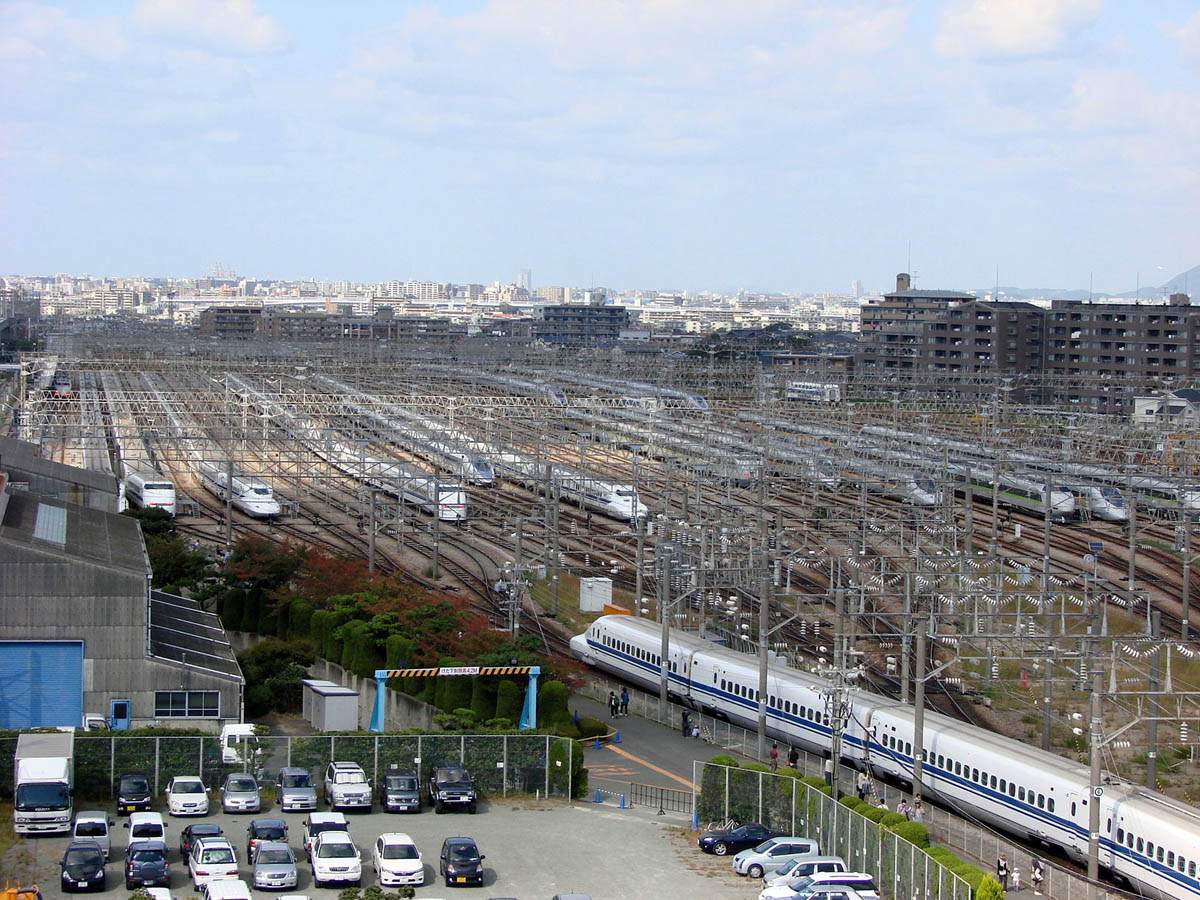
博多総合車両所全景（2009年10月18日）

博多総合車両所（はかたそうごうしゃりょうしょ）は、西日本旅客鉄道（JR西日本）の新幹線車両が配置されている車両基地および車両工場である。

## 概要
山陽新幹線が博多駅まで全線開業する前年の1974年（昭和49年）4月20日に当時の日本国有鉄道（国鉄）により博多総合車両部として開設された新幹線用の車両基地である。ただし、実際には管理棟は建設工事中で使用できず、小倉駅前のビルの一角を使用しており、同年7月10日にようやく車両所内の管理棟に移転した
。
従来から使用してきた浜松工場、東京運転所、大阪運転所だけでは検修能力に不足が生じることから、開設されたものである。仕業検査・交番検査、台車検査、全般検査といった整備基地と運転所の機能を1つに統合した国鉄では初めての組織である（乗務員部門は博多運転所として独立）。将来の九州新幹線・西九州新幹線を想定した検修能力（全般検査）は1,500両としており、博多開業時点の検修能力は1,000両（全般検査）を有する。
車両基地は鳥飼車両基地に匹敵する大規模な用地を計画し、博多駅周辺から「津谷地区（福岡市多々良川下流域、多の津付近）」、「志免鉱業所跡（志免町）」、「白水地区（春日町、那珂川町）」（当時の地名）の3か所が候補に挙げられた。しかし、多の津付近は軟弱地盤であり、さらに福岡流通センターの計画があること、志免鉱業所跡は鉱害の処理があり不適当とされ、白水地区は博多駅から9 kmと離れているが、将来の九州新幹線、西九州新幹線を考慮した場合、入出区線がそのまま本線に流用できることから当地区に決定した。
開設当時は山陽新幹線にとどまらず、当時計画段階だった九州新幹線・西九州新幹線の車両基地として利用することも想定していた。しかし、国鉄分割民営化により山陽新幹線と（当車両所を含む）関連施設がJR西日本に承継された一方で、その後建設が始まった九州新幹線の運営主体は九州旅客鉄道（JR九州）となり、九州新幹線の車両基地は当車両所とは別途設けられることになった。2004年（平成16年）の新八代以南の部分開業時は川内駅に隣接した川内新幹線車両センターが暫定的な車両基地となり（全般検査は鹿児島総合車両所まで輸送されて行われた）、2011年（平成23年）3月の全線開業後は、新たに熊本駅の南方に熊本総合車両所が建設されている。
また、1971年（昭和46年）から1975年（昭和50年）にかけて遺跡の発掘調査が実施された（門田遺跡、原古墳群、原遺跡、観音山古墳群）。本所（博多）の建設費用は当初予算の65億円から、経済成長による物価上昇により5倍となる333億円まで上昇した。特にオイルショックによる物価上昇はさらなる増額を招き、最終的な上申総額は412億9,000万円にまで膨らんだ。

## 組織

### 本所
博多駅の南約9kmの場所に位置している。敷地の北半分が福岡県春日市、南半分が福岡県那珂川市にまたがっている（総合事務所が那珂川市側にあるため、所在地は那珂川市中原東2丁目となっている）。地元では地名にちなみ「那珂川新幹線基地」と呼ぶこともある。総延長約2,400 m、幅約250 m、総面積約42万 m2（文献記載）を誇る大規模なものである。敷地の北側半分が着発収容線群、南側半分が仕業交番検査庫、台車検査庫、整備工場などの検修施設を配置している。総合事務所（事務所・信号所の合築）は中間地点にある。
構内の一角に1990年（平成2年）開設の博多南線博多南駅があり（駅舎が春日市側にあるため、駅住所は春日市上白水8丁目となっている）、本車両所への出入庫列車を利用して営業運転が行われている。九州新幹線の本線とは当車両所北側の福岡市南区弥永4丁目で分岐する構造となっているが、JR西日本とJR九州の管理境界は博多駅構内ではなくこの場所となっている。後述の着発収容線のうち、1番線は博多南駅の乗降場を併設している。
本所では、全般検査・台車検査・交番検査・仕業検査およびATC特性検査などの各種車両検修を行う。総務科・車両科・設備科・構内管理科・品質管理センター・台車センター・運用センターの各科・各センターに分かれており、3センターが現場作業を行っている。また博多駅構内には博多駅ホーム派出があり、九州新幹線を含めた博多駅で折返し運転を行う列車の折返し検査等を行っている。
線路設備は以下のとおり。仕業交番検査線を修正
|                | 1975年3月 （開業時） | 1975年11月 （全般検査時） | 将来計画 | 備 考                               |
| -------------- | -------------------- | ------------------------- | -------- | ----------------------------------- |
| 入出区線       | 2線                  | 2線                       | 2線      |                                     |
| 着発収容線     | 10線                 | 20線                      | 27線     | 有効長480 m                         |
| 電留線（仮線） | 4線                  | 3線                       |          | 有効長450 m                         |
| 通路機廻線     | 1線                  | 1線                       | 1線      |                                     |
| 組替引上線     |                      | 1線                       | 1線      | 有効長450 m                         |
| 組替線         |                      | 2線                       | 2線      | 有効長460 m                         |
| 事業用車留置線 | 1線                  | 1線                       | 1線      | 有効長190 m                         |
| 入換機留置線   | 1線                  | 1線                       | 1線      | 有効長60 m                          |
| 事業用車検修線 | 2線                  | 2線                       | 1線      |                                     |
| 特修線         |                      |                           | 1線      |                                     |
| 台車振替線     | 1線                  | 2線                       | 2線      | 入線は全検出入線                    |
| 臨時修繕線     |                      | 1線                       | 1線      | 有効長415 m                         |
| 仕業交番検査線 | 7線                  | 7線                       | 7線      | 有効長415 m 1線は全般検査最終整備線 |
| 車輪研削引上線 | 1線                  | 1線                       | 1線      | 有効長425 m                         |
| 車輪研削線     | 1線                  | 2線                       | 2線      |                                     |
| 保守基地線     | 10線                 | 10線                      | 10線     |                                     |

国鉄博多総合車両部発足当初は以下の7部門から構成されていた。
- 電車第一センター - 仕業検査、交番検査、臨時検査、車両清掃出来栄え検査、車輪研削等を担当
- 電車第二センター - 全般検査時の分解検査を担当
- 台車センター - 台車検査、全般検査時の台車・主電動機などの検査と台車検査を担当
- 部品センター - 全般検査時の電気機器の分解検査を担当
- 検査センター - 全般検査を担当
- 列車構内センター - 構内入れ換え、信号所の操作
- 設備保全センター - 構内設備・機械の維持管理など

#### 構内設備
仕業交番検査庫
- 仕業交番検査線は16両編成に対応した有効長を有しており、7線のうち庫1 - 3番線は仕業検査線、庫4番線は仕業検査・交番検査併用線[6]、庫5・6番線は交番検査線、庫7番線は全般検査最終整備線[4]。
- 仕業検査線は1日48編成、交番検査線は1日4編成の検修能力を想定している[6]。
- 仕業・交番検査線出入口には薬液噴霧装置6基、その120 m先の分岐部に清水洗浄による車両洗浄装置3基がある[6][7]。車両洗浄は出庫時のみ行われる[4]。

台車振替場
- 台車振替場は1線が8両編成に対応する台検線（205.58 m）、1線が6両編成に対応する全検線（延長155.9 m）で、奥に台車トラバーサー、台車プール線が5線ある[6]。
- 台車振替は、リフティングジャッキにより8両同時（台車検査）または6両同時（全般検査）に車体を扛上させ、検査済みの台車に交換することができる[6][9]。

台車検修場
- 台車検修場は台車振替場と隣接しており、台車枠検修場、主電動機検修場、輪軸検修場、台車部品検修場から構成される[5][10]。

解ぎ装場・部品検修場
- 全般検査時に使用する解ぎ装場は解装ラインが155 m（4両）×2線、ぎ装ラインが155 m（4両）×2線で構成される[6]。入場後、解装ラインにおいて室内機器、床下機器などは車体から取り外され、電気・機械部品検修場で検査が実施される[11][9][7]。検査後の機器はぎ装ラインで再度取り付けが実施される[9]。

車体検修場・車体塗装場
- 車体検修・車体塗装場は検修ラインが90 m（3両）×5線（15両分）、塗装ラインが90 m（3両）×3線（15両分）で構成される[6][11]。
  - 台車検修場、解ぎ装場、車体検修場・車体塗装場間はトラバーサー（計3基）により、車体の移動が行われる[7]。

事業用車検修場
- 事業用ディーゼル機関車（912形）、事業用貨車の検修を行う設備[9][11]。機関車1両、貨車3両の同時検修能力を有する[7]。

車輪研削庫
- 車輪研削線は2線あり、16両編成を分割することなく車輪の削正ができる有効長を有する[6][4]。2線のうち、1線は臨時修繕線（臨時修繕庫）と共用[4]。

### 岡山支所

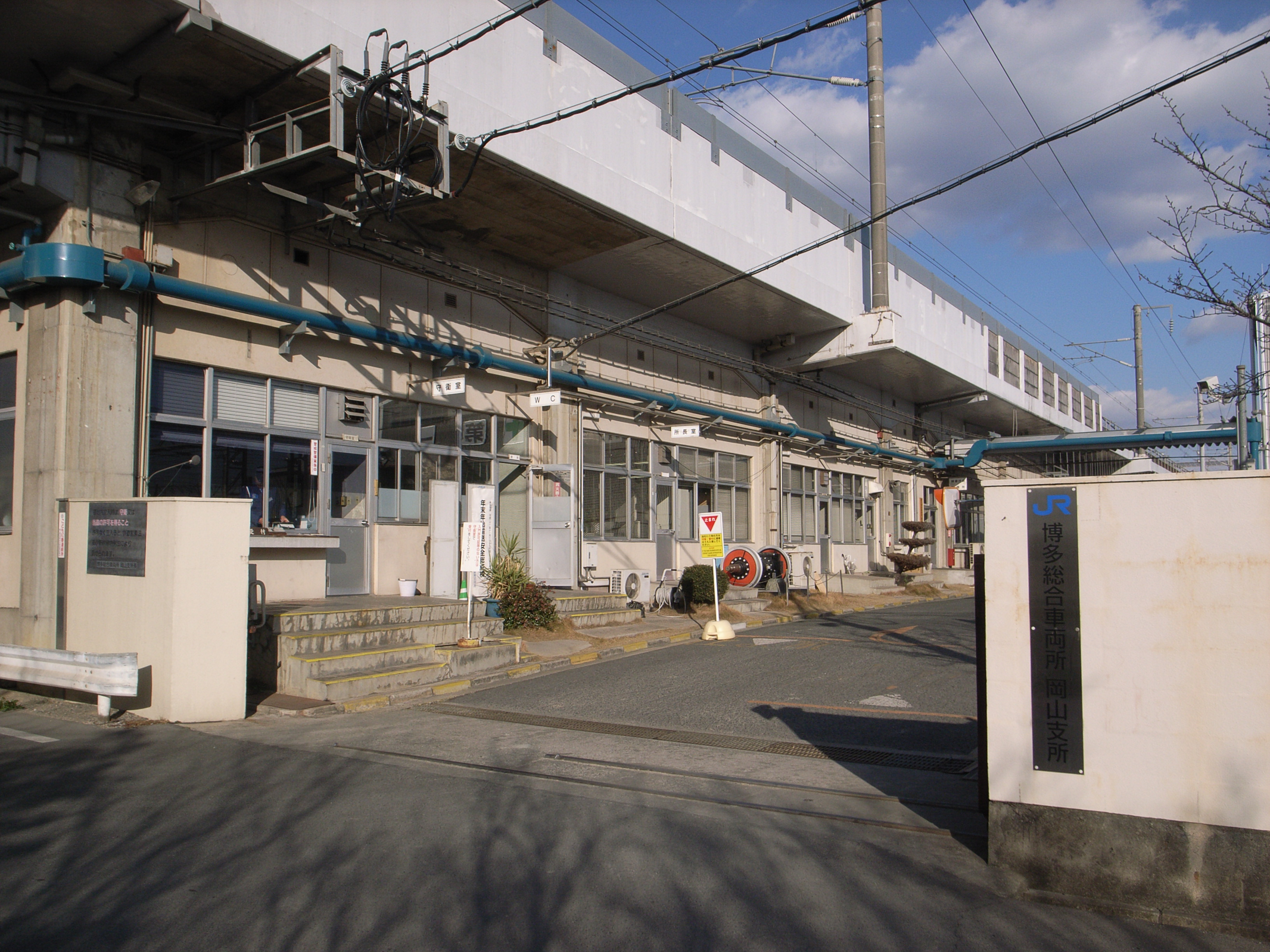
岡山支所

岡山県岡山市北区北長瀬本町にある車両基地で、開所当初は大阪第一運転所岡山支所としていたが、国鉄分割民営化時に大阪第一運転所（現・大阪仕業検査車両所）が東海旅客鉄道（JR東海）の組織となったことから、独立した組織である岡山新幹線運転所となっていた。こうした経緯から、民営化後に増設した部分を除いて土地がJR東海からの借地となっている。
検修線2線と電留線14線を備えており、17番線（通路線）からは岡山保守基地と行き来することができる。主な業務は新幹線車両の交番検査、仕業検査、臨時検査、ATC特性検査などである。 現在、車両の配置はなく、運転士・車掌の配置もない。

### 広島支所

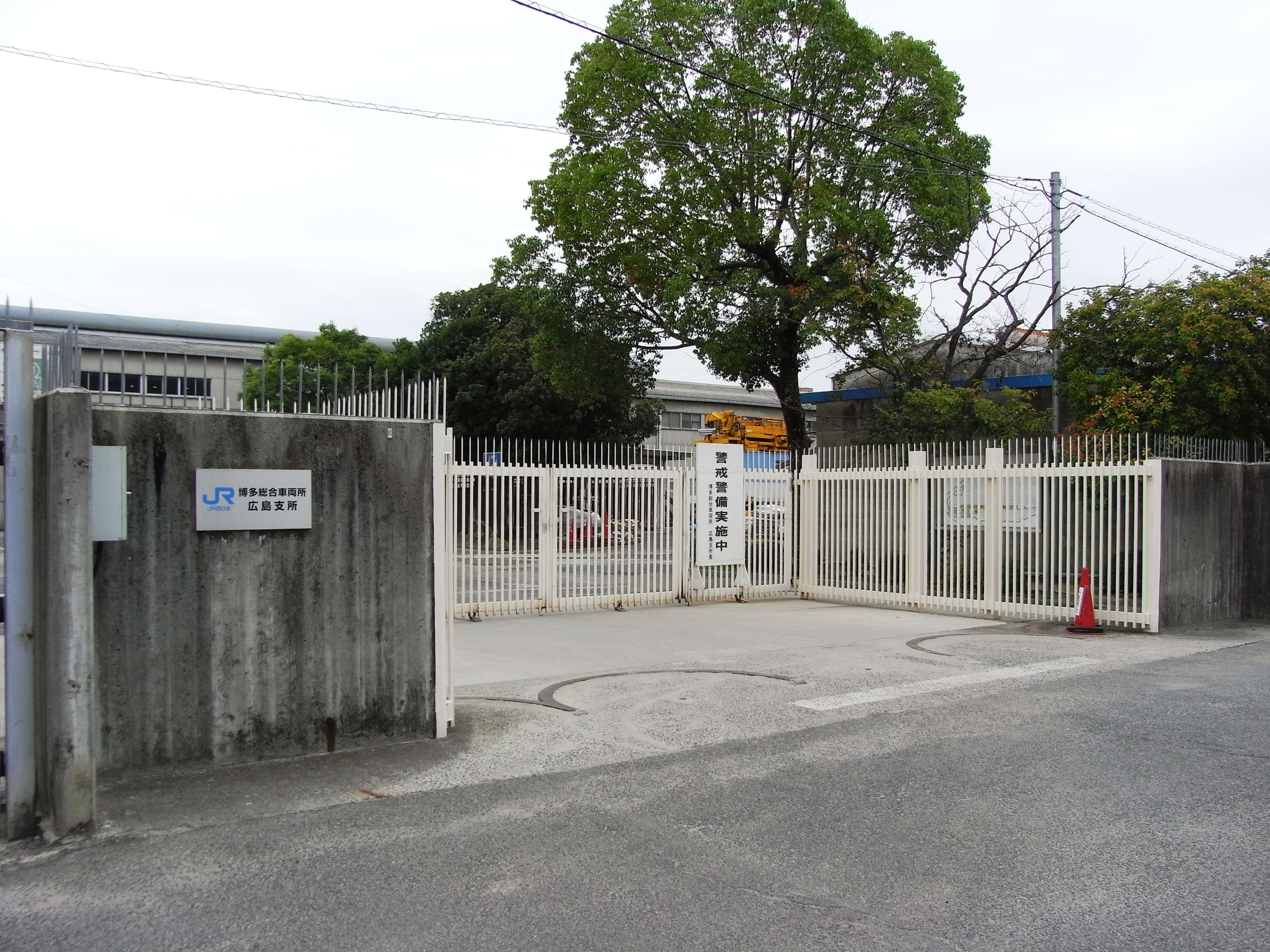
広島支所

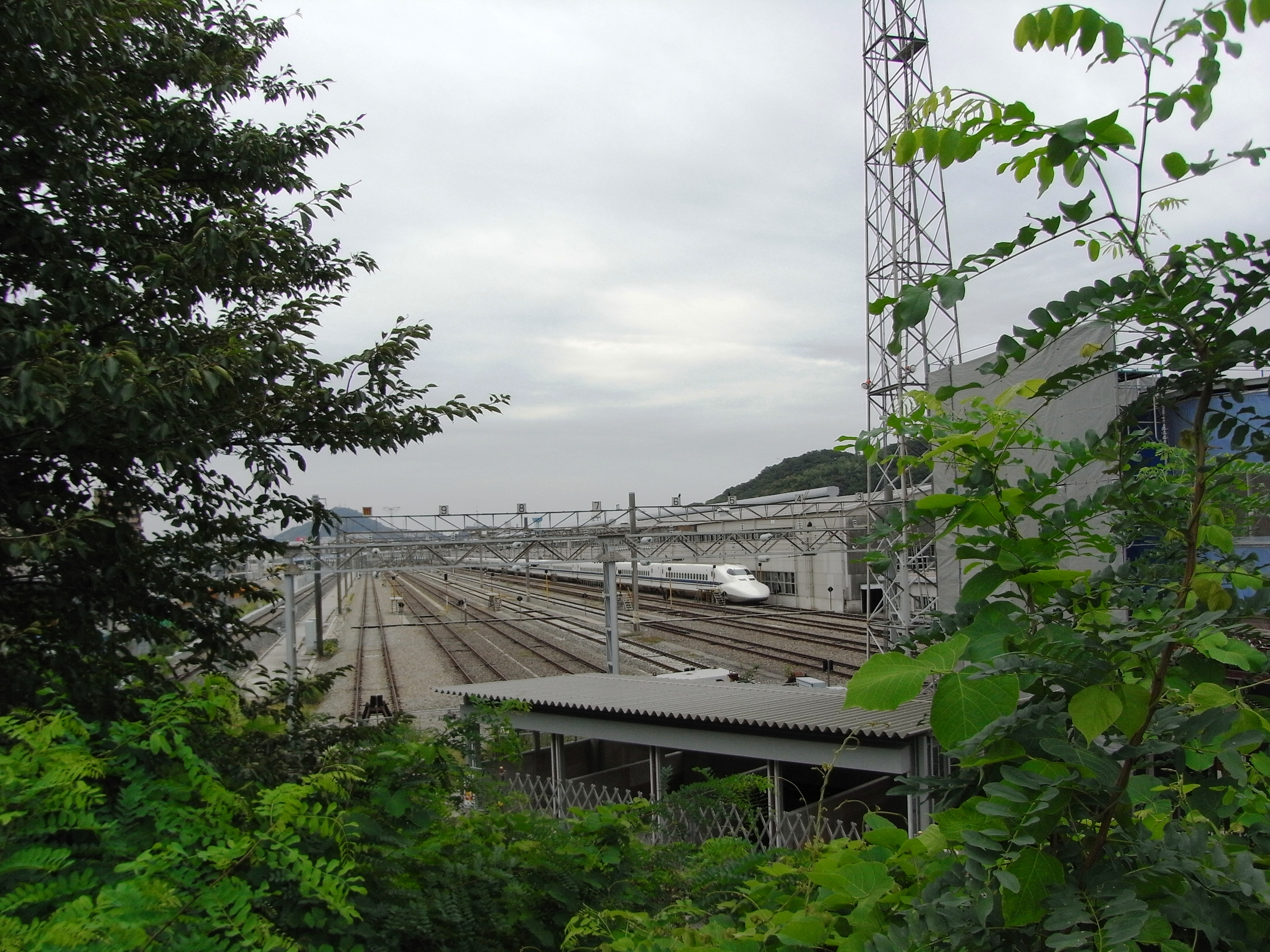
広島支所全景

広島県広島市東区にある車両基地で、開所当初は独立した組織である広島新幹線運転所であった。芸備線矢賀駅の北側にあり、当基地への回送線は広島駅の東側（岡山寄り）で上下本線に挟まれて単線で分岐している。
開設当初は検修線2線、留置線8線、試運転線1線と引上線1線を備えていた。主な業務は新幹線車両の仕業検査、臨時検査、広島駅発着車両の早朝・深夜帯における夜間留置などである。開所当初は仕業検査線2線、着発収容線9線の全11線で、すべて16両編成対応だった。2010年（平成22年）3月に隣地の広島運転所矢賀派出所電留線跡地の活用で、新たに着発収容線9線が増設された。増設された線は、12 - 17番線は8両編成に、18 - 20番線は16両編成に対応になっている。従って、現在は検修線2線、留置線8線、試運転線1線、着発収容線9線の陣容になっている。
かつては912形ディーゼル機関車が配置されていたが、現在、貨車のみ配置されている。
かつては運転士の配置もあったが、乗務員部門は別途広島新幹線運転所として広島駅構内に置かれている。
北緯34度24分24秒 東経132度30分06秒 / 北緯34.406544度 東経132.501585度

## 配置車両の車体に記される略号
新幹線鉄道事業本部の略号である「幹」と、博多の電報略号である「ハカ」から構成された「幹ハカ」となっている。

## 配置車両

### 現在の車両
JR西日本所属の山陽新幹線用車両の全車が本所に配置されている（一部の事業用車両は登記上は本所所属のまま管内の各駅に常駐している）。運用的には、東海道新幹線との直通運用に供される16両編成と、九州新幹線との直通運用に供される8両編成、山陽新幹線内に限定して運用される8両編成に分かれている。
東海道・山陽・九州新幹線系統に供される車両のうち、JR九州のみが保有する800系電車以外の全系列が当車両所に配置されている。
2024年（令和6年）3月14日現在の配置車両は以下のとおり。
2024年以降には保存車両の解体が相次いでいる。同年2月に0系1000番台の先頭車（22-1047）が、3月にWIN350の先頭車（500-906）が、4月と7月に100系の2階建て中間車（168-3009・179-3009）がそれぞれ解体されたことにより、保存車は無くなった。

#### 営業用（現行）
- 500系電車（48両）
  - 7000番台で組成される8両編成（V編成）6本（V2 - V4、V7 - V9編成）が在籍し、山陽新幹線内の「こだま」で運用されている。
  - 当初は0番台の16両編成（W編成）9本（W1 - W9編成）が配置され東京直通の「のぞみ」に優先的に充当されていたが、300系や700系と座席配置やドア位置が異なることから運用上の問題があったことやN700系N編成の登場、当時山陽新幹線内のこだまとして運用されていた0系R編成の老朽化等により、2007年（平成19年）11月からW1編成を除いて順次V編成に改造・短縮され、2010年2月28日を以て「のぞみ」運用と東海道新幹線区間からは撤退した。V編成に改造されなかったW1編成は2014年（平成26年）3月28日に全車廃車され、W編成は消滅した。
  - W1編成の博多方先頭車である1号車（521-1）は2016年（平成28年）に開業した京都鉄道博物館に保存展示されることとなり、整備および再塗装の上、2014年12月10日深夜に博多総合車両所から搬出された。その他の号車は解体されたが、東京方先頭車である16号車（522-1）は解体を免れ、2015年秋頃に日立製作所笠戸事業所に搬出された[16]。

- 700系電車（128両）
  - 7000番台で組成される8両編成（E編成）16本（E1 - E16編成）が在籍し、山陽新幹線内専用として「ひかりレールスター」と「こだま」で運用されている。
  - 当初は3000番台16両編成15本（B編成、B1 - B15編成）が配置され、当初は東海道新幹線直通用として東京 - 博多間の「ひかり」として運用され、その後2003年10月改正の「のぞみ大増発」に伴い、東京 - 山陽直通の「のぞみ」での運用がメインとなったが、N700系16両編成の登場に伴い、その後は東京 - 岡山間の「ひかり」、東京 - 新大阪間、岡山 - 博多間の「こだま」運用が中心となっていき、末期は東海道新幹線内の「こだま」や山陽新幹線区間では1日1往復「ひかり」でも使用されていた。 2017年（平成29年）9月よりN700系F編成の増備により廃車が開始され、2020年3月13日をもって定期運用を離脱した[17]。その後波動用車両としてB4編成が残され、500系V編成の代走にも充当されたが、2021年2月28日付で除籍され[18]、その後解体された。
  - 300系F編成の置き換えのためにJR東海より0番台16両編成8本（C編成、C11 - 18編成）が移籍したが、N700系F編成（4000番台）の増備に伴い、2017年2月までにすべて廃車された。

- N700系電車・N700S系電車（856両）[19]
  - 2013年（平成25年）12月に運用を開始したN700A4000番台の16両編成（F編成）24本（F1 - 24編成）、3000番台からの改造車であるN700a5000番台の16両編成（K編成）16本（K1 - 16編成）、7000番台で組成される8両編成（S編成）19本（S1 - 19編成）、N700S系3000番台の16両編成（H編成）5本（H1 - H5編成）が在籍する。
  - F編成・K編成・H編成は主に東海道・山陽新幹線直通の「のぞみ」「ひかり」のほか、間合い運用として小倉 - 博多間の「こだま」でも運用される。他、東海道新幹線区間内の「のぞみ」、「ひかり」、「こだま」でも運用される。
  - S編成は2008年（平成20年）に量産先行車1本が配備され、試験走行を実施していた。2010年度に8本が増備され、2011年3月12日から山陽・九州新幹線の「みずほ」「さくら」や一部の「ひかり(現在は定期運用はなく、臨時での運用となっている)」「こだま」で運用されている。更に同年度には10本が追加で増備された。運用の関係上、九州新幹線内のみの「さくら」「つばめ」にも充当されている。

#### 事業用（現行）
- 923形電車（7両）
  - 新幹線電気軌道総合試験車（ドクターイエロー）。3000番台の7両編成1本（T5編成）が配置されている。
  - 通常は検査業務をJR東海に委託し全般検査・台車検査を浜松工場に、交番検査を東京交番検査車両所に委託している。

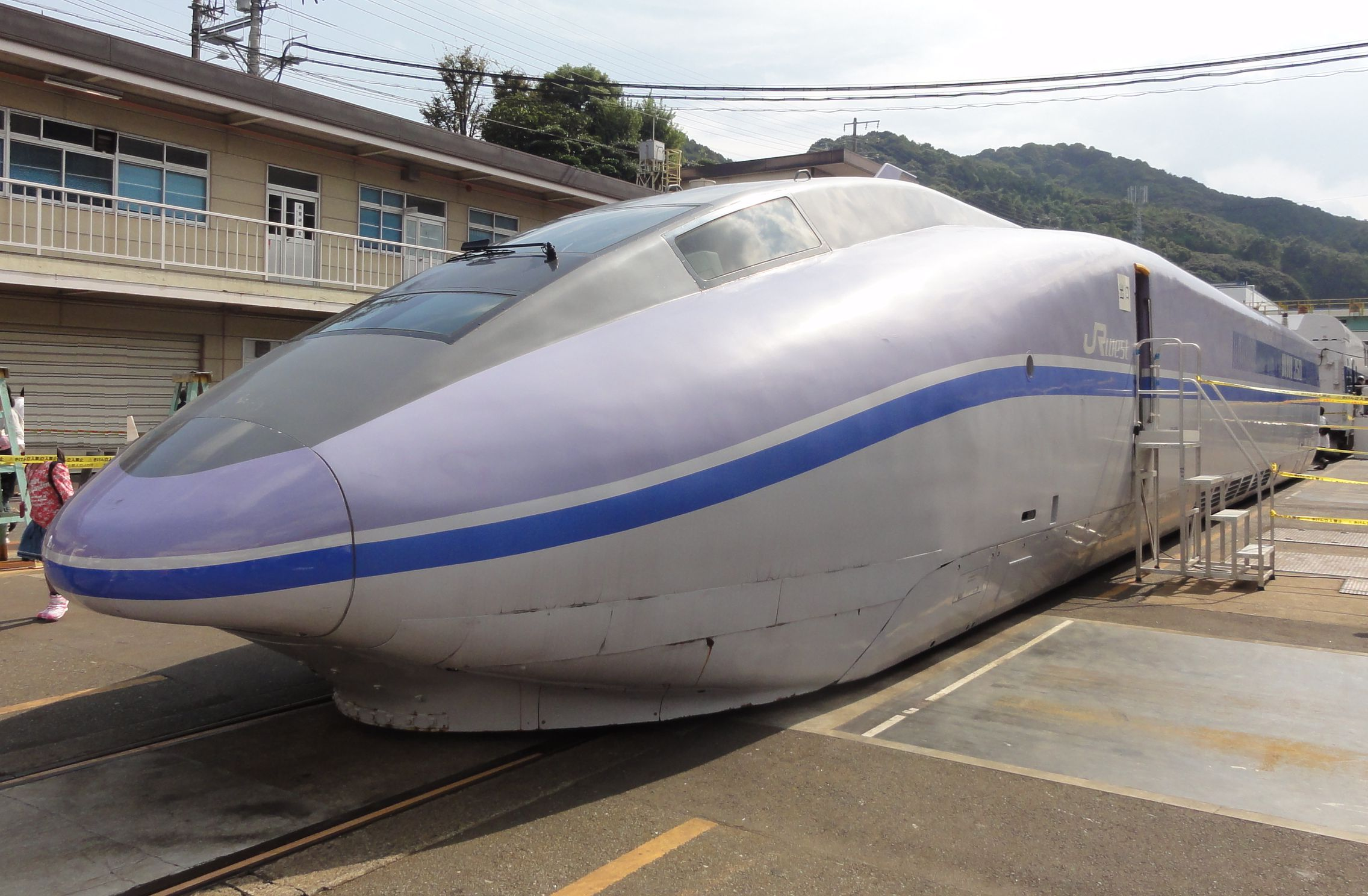
博多総合車両所に保存されていた500系900番台の先頭車
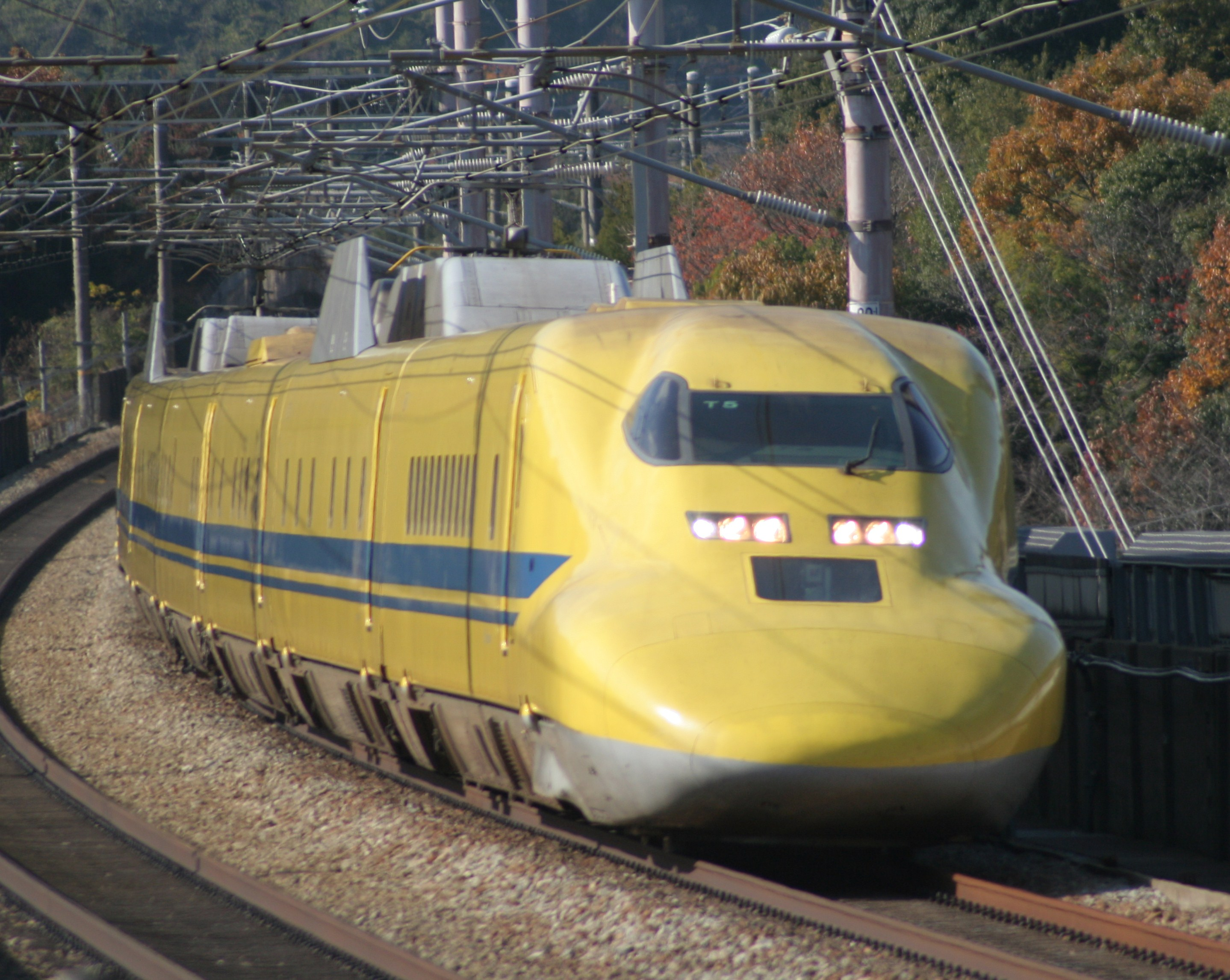
同車両所に在籍する923形T5編成

### 過去の車両

#### 営業用
- 0系電車
  - 「ひかり」用16両編成のN・NH・H編成や「ウエストひかり」用12両編成のSK編成、「ウエストひかり」・「こだま」用6両編成のR編成 (R0 - R31) とWR編成 (R51 - R54・R61 - R68) 、4両編成のR編成 (R51 - R53) とQ編成 (Q1 - Q6) など多くの編成が配置されていた。
  - 2008年6月以降は6両編成3本 (R61・R67・R68) のみが配置されていたが、同年11月に定期運用から離脱し、その後12月に営業運転を終了し、2009年（平成21年）1月23日までに全車廃車となった。
  - R61・R67・R68編成は営業運転終了前に旧塗装に変更されていた。
- 100系電車
  - 当初は3000番台として「グランドひかり」用の16両編成9本（V1 - V9編成）が配置され、1996年（平成8年）から1997年（平成9年）にかけて0番台の16両編成7本（G1 - G7編成）がJR東海から転入した。なお、G編成は車体の編成記号こそGのままだったが、0系のNH編成の運用を置き換えたため、新幹線運行管理システム（コムトラック）内では「N編成」として認識されていた。
  - その後、G編成はすべて廃車され、V編成は「こだま」用の4両編成12本（P1 - P12編成）と6両編成10本（K51 - 60編成）に改造された。P編成は2011年3月、K編成は2012年（平成24年）3月のダイヤ改正で営業運転を終了した。なお、K編成の一部（K53 - 55編成）は営業運転終了前に旧塗装に変更されていた。
  - →500系W1編成と同様に、K54編成の新大阪方先頭車である6号車も整備・再塗装の上、W1編成と同日に博多総合車両所から搬出された。
- 300系電車
  - 3000番台の16両編成（F1 - F9編成）が配置されていた。
  - 当初は主に東京-山陽直通の「のぞみ」として運用されていたが、700系の登場後は次第に東京 - 岡山間の「ひかり」、東京 - 新大阪間、岡山 - 博多間の「こだま」運用が中心となっていった。2012年3月のダイヤ改正で100系とともに営業運転を終了した。
  - F1 - F6編成は東海旅客鉄道浜松工場へ廃車回送されて解体された。

#### 事業用
- 922形電車
  - 新幹線電気軌道総合試験車（ドクターイエロー）。20番台7両T編成1本（T3編成）が配置されていた。2005年（平成17年）9月30日付で廃車となり、配置がなくなっている[20]。先頭車（7号車・922-26）はJR東海の開設したリニア・鉄道館にて展示（静態保存）されている[21]。
- 912形ディーゼル機関車
  - 本区所に配置されていた。
- 931形貨車
  - 新幹線の軌道敷内にバラストを散布するためのホッパ車。

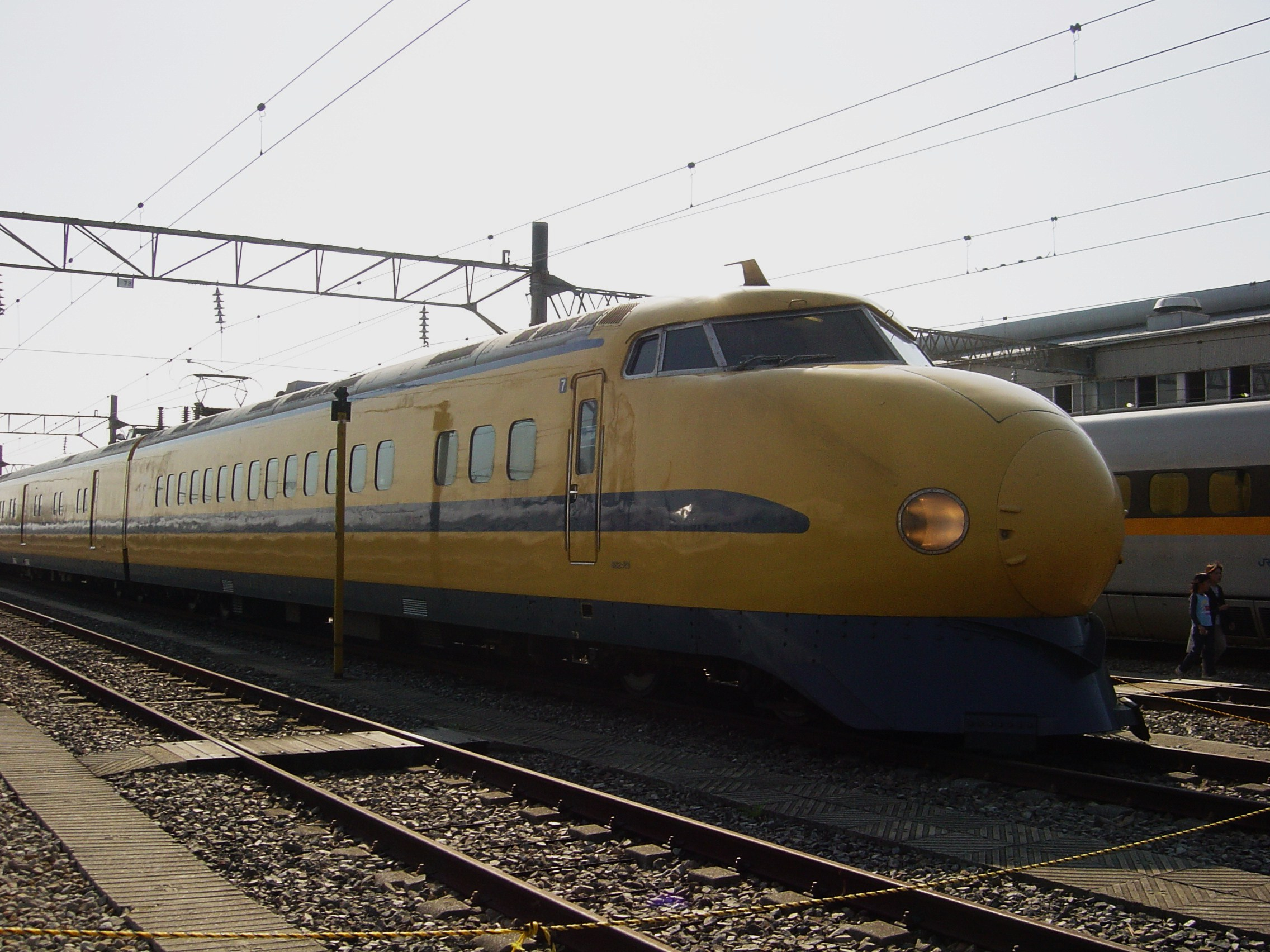
博多総合車両所に在籍した922形T3編成

## 歴史
- 1974年（昭和49年）
  - 4月20日 - 新幹線総局博多総合車両部が発足[22]。
  - 7月10日 - 博多総合車両部開設[22][23]。
  - 11月1日 - 仕業検査開始[23][24]。
  - 12月16日 - 交番検査、車輪研削業務の開始[23][24]。
- 1975年（昭和50年）
  - 4月 - 台車検査開始[24][25]。
- 1976年（昭和51年）2月 - 全般検査開始[26][27]。
- 1977年（昭和52年）9月 - 912形要部検査開始[28]。
- 1978年（昭和53年）
  - 6月 - 全般検査1,000両達成[28]。
  - 9月 - 931形貨車全般検査開始[29]。
- 1979年（昭和54年）9月 - 935形貨車全般検査開始[30]。
- 1981年（昭和56年）1月 - 全般検査2,000両達成[31]。
- 1983年（昭和58年）7月 - 全般検査3,000両達成[32]。
- 1987年（昭和62年）4月1日 - 国鉄分割民営化により、博多総合車両部から西日本旅客鉄道福岡支社博多総合車両所になる[33]。
- 1990年（平成2年）4月1日 - 博多南線および博多南駅開業。
- 1999年（平成11年）8月31日 - 環境関係の国際標準規格のISO14001を取得。
- 2006年（平成18年）6月23日 - 広島新幹線運転所（検修部門）と岡山新幹線運転所をそれぞれ広島支所・岡山支所として統合。
- 2007年（平成19年）7月1日 - 新幹線管理本部の発足に伴い、福岡支社から同本部の管轄に移行。
- 2018年（平成30年）6月1日 - 新幹線管理本部が改組され、本社鉄道本部直属の新幹線鉄道事業本部が発足し、同本部の管轄となる[34]。
- 2022年（令和4年）10月1日 - 新幹線鉄道事業本部が改組され、地方機関の山陽新幹線統括本部が発足し、同本部の管轄となる。

## 一般公開
毎年10月の鉄道の日付近に「新幹線ふれあいデー」と称して一般公開が実施される。かつては「新幹線サマーファミリーフェア」と称して7月20日前後に一般公開と新幹線車両の試乗会を実施していたが、2005年に発生した福知山線脱線事故の影響で同年以降中止され、2008年から開催時期を10月とし、一般公開のみとして再開しているが、2020年に新型コロナウイルスが発生した影響で、同年と2021年は中止され、2022年に従来通り10月開催という形に戻ったが、同年以降は抽選で当選した方のみ入場という形になった。